# دانيال ر. دومينغيز
دانيال ر. دومينغيز (بالإنجليزية: Daniel R. Dominguez)‏ هو قاضي أمريكي، ولد في 1945 في سان خوان في الولايات المتحدة.